# Bizarre Creations
Bizarre Creations – firma zajmująca produkcją gier komputerowych została założona w 1994 roku, a rozwiązana w 2011. Firma specjalizowała się w grach wyścigowych, choć nie wszystkie gry były z tego gatunku. Bizarre Creations została przejęta w 2007 roku przez wydawcę gier, firmę Activision.
16 listopada 2010 Activision poinformowało, że: „rozważa możliwości przyszłości studia, w tym sprzedanie jej innemu wydawcy gier komputerowych”.
20 stycznia 2011 roku Activision ogłosiło, że studio zostanie zamknięte i potwierdziło datę zamknięcia na dzień 18 lutego 2011 roku.

## Wyprodukowane gry
| Nazwa Gry                            | Data wydania            | Platforma                       |
| ------------------------------------ | ----------------------- | ------------------------------- |
| The Killing Game Show / Fatal Rewind | 1990, 1991 (Mega Drive) | Amiga, Atari ST, Mega Drive     |
| Wiz 'n' Liz                          | 1993                    | Amiga, Mega Drive               |
| Formula 1                            | 1996                    | PlayStation, PC                 |
| Formula 1 97                         | 1997                    | PlayStation, PC                 |
| Metropolis Street Racer              | 2000                    | Dreamcast                       |
| Fur Fighters                         | 2000                    | Dreamcast, PC                   |
| Fur Fighters: Viggo's Revenge        | 2001                    | Play Station 2                  |
| Project Gotham Racing                | 2001                    | Xbox                            |
| Treasure Planet                      | 2002                    | PlayStation 2, Game Boy Advance |
| Project Gotham Racing 2              | 2003                    | Xbox                            |
| Project Gotham Racing 3              | 2005                    | Xbox 360                        |
| Geometry Wars: Retro Evolved         | Xbox – 2005, PC – 2007  | Xbox Live Arcade, PC            |
| Boom Boom Rocket                     | 2007                    | Xbox Live Arcade                |
| Project Gotham Racing 4              | 2007                    | Xbox 360                        |
| Geometry Wars: Galaxies              | 2007                    | Nintendo DS, Wii                |
| The Club                             | 2008                    | Xbox 360, PlayStation 3, PC     |
| Geometry Wars: Retro Evolved 2       | 2008                    | Xbox Live Arcade                |
| Geometry Wars: Touch                 | 2010                    | iOS                             |
| Blur                                 | 2010                    | Xbox 360, PlayStation 3, PC     |
| 007: Blood Stone                     | 2010                    | Xbox 360, PlayStation 3, PC     |